# Truva Satranç SK
Truva Satranç SK, pełna nazwa Truva Satranç Spor Kulübü – turecki klub szachowy z siedzibą w Adanie, dwukrotny mistrz Turcji. W rozgrywkach ligowych występował pod nazwą Adana Truva Satranç Spor Kulübü.

## Historia
Klub powstał w 2002 roku. W 2007 roku zdobył wicemistrzostwo kraju. W sezonie 2008 zdobył pierwszy tytuł mistrzowski, a rok później obronił tytuł. W tym okresie zawodnikami klubu byli m.in. Siergiej Azarow, Andrej i Siarhiej Żyhałkowie, Barış Esen, Kıvanç Haznedaroğlu i Betül Cemre Yıldız. W sezonie 2010 uzyskano wicemistrzostwo Turcji. W 2011 roku zespół zakończył rozgrywki krajowe na trzecim miejscu. W sezonie 2012 klub zajął dwunaste miejsce i spadł z ligi.

## Arcymistrzowie w historii klubu
- Borys Awruch[7]
- Siergiej Azarow[3]
- Nikołaj Czadajew[8]
- Andriej Diewiatkin[8]
- Nana Dzagnidze[9]
- Kıvanç Haznedaroğlu[7]
- Jewhen Mirosznyczenko[7]
- Andrij Wowk[9]
- Andrej Żyhałka[3]
- Siarhiej Żyhałka[3]